# Thomas H. Bayley
Thomas H Bayley, född 1797, död 1839, var en engelsk poet och kompositör.

## Kompositioner
- Herre, i blodet som utgjutet är, melodin används även till
  - Högre, långt högre än skyarna går